# Zuk Mobile
ZUK Mobile — китайська компанія, що розробляє смартфони. Заснована у 2015 році і є суб-брендом компанії Lenovo. Штаб-квартира знаходиться у Пекіні. Бренд зняли з виробництва на початку 2017 року.

## Історія
ZUK Mobile заснований 28 травня 2015 року, як суб-бренд компанії Lenovo. Ян Юаньцин, генеральний директор Lenovo, сказав, що інвестиції в ZUK Mobile «є одним із найбільших кроків Китайської тех-індустрії в її пристосуванні до ери Інтернету». Тим більше, компанія буде повністю незалежним брендом, відмінним від попередніх суб-брендів Lenovo.
Менше ніж за два місяці, ZUK Mobile уклала угоду з Cyanogen Inc на ексклюзивне ліцензування ОС, для того, щоб майбутні продукти компанії працювали на відомій та популярній за кордонами Китаю версії Android, CyanogenMod.
Компанія представила свій перший смартфон, ZUK Z1 у Пекіні, в Китаї, 11 серпня 2015 року. Протягом двох днів після релізу, компанія отримала 1.5 мільйонів запитів на попереднє замовлення лише у Китаї.
Кожен наступний її девайс приносив немалі заробітки, проте компанія Lenovo вирішила закрити цей підрозділ, і повністю зосередити свою увагу на смартфонах бренду Moto. Офіційний вебсайт ZUK Mobile, був закритий в липні 2017року. Проте з'явилося багато чуток про вихід нового флагмана від компанії, ZUK Z3.

## Продукти

### Z1
Повна назва: ZUK Z1
Z1 — флагманський смартфон компаній ZUK, представлений в серпні 2015 року. Він має 5.5-дюймовий 1080п дисплей, 64 ГБ внутрішньої пам'яті, 13 Мп камеру, 4,100 мАг батарею, процесор Qualcomm Snapdragon 801 CPU, 3 ГБ ОЗП (оперативної пам'яті), USB-C порт, сканер відбитку пальців. Глобальна версія смартфону працює на CyanogenMod 12.1, базованій на Android 5.1.1 «Lollipop». В Китаї Z1 продається на власній операційній системі ZUK, ZUI, версії Android також базованій на Android 5.1 «Lollipop».

### Z2 PRO
ZUK Z2 Pro — це флагманське рішення компанії 2016 року. Смартфон побудований на основі Qualcomm MSM8996 Snapdragon 820 з графічним ядром Adreno 530. Існує 2 комплектації оперативної і постійної пам'яті: 4 + 64 ГБ і 6 + 128 ГБ відповідно. У якості дисплея встановлена 5,2 дюймова Super AMOLED-матриця з роздільною здатністю FullHD. За фото і відео відповідає 13 Мп основний сенсор, з максимальною апертурою f / 1.8. Таке рішення дозволяє робити якісні знімки навіть в умовах недостатнього освітлення. Традиційно, для рішень топ-класу, встановлений сканер відбитків пальців. Живиться Zuk Z2 Pro від незнімного акумулятора на 3100 мАг.

### Z2
Незважаючи на всю простоту виконання, ZUK Z2 вдалося створити досить елегантний пристрій, який поєднав у собі алюміній і пластик. Модель побудована на досить продуктивній 4-ядерній платформі від Qualcomm, доповненої 4 ГБ оперативної пам'яті. У такій конфігурації він без проблем здатний впоратися з будь-якими сучасними завданнями, і забезпечує комфортний рівень експлуатації. Zuk Z2 оснащується 5-дюймовим IPS-екраном з підтримкою FullHD, чим забезпечує відмінну якість зображення і найвищу якість. Працює смартфон на ОС Android 6.0. Портом для заряду акумулятора і комунікацій служить USB-C. Також Zuk Z2 оснащується сканером відбитків пальців.

### Z2 Rio Edition
Це версія ZUK Z2 з 3 ГБ ОЗП і 32 ГБ внутрішньої пам'яті.

### ZUI
ZUI це власна оболонка на основі Android 8.0 компанії ZUK. Вона використовується на смартфонах компанії ZUK і Motorola. Оболочка відрізняється від Android 8.0 ,виконана у власному стилі з рядом різних корисних особливостей та функцій.У ZUI присутні Англійська та Китайська мова.Остання версія ZUI 3.5.Також у червні очікується оновлення оболочки до ZUI 4.0

## Подивіться також
- CyanogenMod
- Lenovo
- Фан-сайт [Архівовано 12 квітня 2022 у Wayback Machine.], який дає хороші поради щодо використання смартфонів компанії, та дає повні огляди на них.
- Android

## Додаткові лінки
- ZUK Mobile Global [Архівовано 9 жовтня 2016 у Wayback Machine.]
- ZUK Mobile China [Архівовано 18 жовтня 2016 у Wayback Machine.]
- ZUK Mobile Canada